# علی‌بابا و چهل دزد (فیلم ۱۹۴۴)
«علی‌بابا و چهل دزد» (انگلیسی: Ali Baba and the Forty Thieves) یک فیلم به کارگردانی آرتور لوبین است که در سال ۱۹۴۴ منتشر شد.

## بازیگران
- ماریا مونتز
- جاون هال
- اندی دیواین
- مورونی اولسن
- اسکاتی بکت
- لیف اریکسون
- بل میچل
- آنجلو روسیتو